# الشندره گیمارائینش
الشندره گیمارائینش (پرتغالی: Alexandre Guimarães؛ زادهٔ ۷ نوامبر ۱۹۵۹) بازیکن سابق و مربی فوتبال برزیلی‌تبار اهل کاستاریکا است.
وی همچنین در تیم ملی فوتبال کاستاریکا بازی کرده‌است.